# UHDTV

8K UHDTV、4K UHDTV、HDTV、SDTVの解像度の比較。

UHDTV（Ultra High Definition Television、超高精細テレビ）は現行のHDTV規格に比べ映像・動画の解像度（画素数）が高い規格。単にUHDと略されることも多い。解像度の低い順から並べるとSDTV - HDTV - UHDTVとなる。超高精細度テレビジョン放送とも言われることがある。

## 解像度
4Kと8Kの2つがある。
- 4K UHDTVは3840×2160（2160p、pはプログレッシブ・スキャン）。16:9で2Kの4倍（横2倍×縦2倍）の解像度を持つ。
- 8K UHDTVは7680×4320（4320p）。16:9で2Kの16倍（横4倍×縦4倍）の解像度を持つ。NHKはスーパーハイビジョン（SHV）として実用化に向けて開発している。

## 実用化
2015年現在、各メーカーから4K液晶テレビが発売され、スカパー!プレミアムサービスで4K放送が実用化されている。また、ネット配信でも4Kの映像配信サービスが登場している。

## Ultra HD Premium
CES 2016において、機器メーカー、映画会社、ネット配信サービス会社などからなる業界団体「UHDアライアンス」が、ハイダイナミックレンジ（HDR）を再現するための推奨性能ガイドラインを定め、それを満たす再生表示機器（テレビ、モニター）を認証するロゴとして「Ultra HD Premium」（Ultra HD プレミアム）ロゴを策定、公表した。
このロゴはコンテンツ（メディア）にも及び、コンテンツがHDRスペックを満たしている事や、コンテンツのマスタリング環境（表示装置、モニター）推奨性能ガイドラインを満たしている事を条件としてコンテンツ（UHD BDを想定）に対してのこのロゴが付与される。